# Zářecká Lhota
Zářecká Lhota è un comune della Repubblica Ceca facente parte del distretto di Ústí nad Orlicí, nella regione di Pardubice.